# Central City (Illinois)
Central City és una població dels Estats Units a l'estat d'Illinois. Segons el cens del 2000 tenia 1.371 habitants.

## Demografia
Segons el cens del 2000, Central City tenia 1.371 habitants, 550 habitatges, i 371 famílies. La densitat de població era de 912,7 habitants/km².
Dels 550 habitatges en un 34,5% hi vivien nens de menys de 18 anys, en un 46,9% hi vivien parelles casades, en un 16% dones solteres, i en un 32,5% no eren unitats familiars. En el 26,4% dels habitatges hi vivien persones soles el 12,2% de les quals corresponia a persones de 65 anys o més que vivien soles. El nombre mitjà de persones vivint en cada habitatge era de 2,49 i el nombre mitjà de persones que vivien en cada família era de 3,02.
Per edats la població es repartia de la següent manera: un 28,5% tenia menys de 18 anys, un 9,7% entre 18 i 24, un 28,8% entre 25 i 44, un 19% de 45 a 60 i un 13,9% 65 anys o més.
L'edat mediana era de 34 anys. Per cada 100 dones de 18 o més anys hi havia 88,1 homes.
La renda mediana per habitatge era de 31.136 $ i la renda mediana per família de 36.518 $. Els homes tenien una renda mediana de 27.917 $ mentre que les dones 22.500 $. La renda per capita de la població era de 13.151 $. Aproximadament el 12,9% de les famílies i el 15,1% de la població estaven per davall del llindar de pobresa.

## Poblacions més properes
El següent diagrama mostra les poblacions més properes.